# Josip Silić
Josip Silić (Milaši pokraj Jelenja, 4. siječnja 1934. – Zagreb, 28. veljače 2019.), bio je hrvatski jezikoslovac, kroatist i teoretičar jezika.

## Životopis
Pet je razreda klasične gimnazije završio u Biskupskome sjemeništu u Pazinu, a ostale u sjemeništu u Rijeci. Poslije služenja vojnoga roka, 1955. godine ponovno polaže zadnja tri razreda u Hrvatskoj gimnaziji na Sušaku jer ondašnja Jugoslavija, zbog prijekida odnosa sa Svetom Stolicom, nije priznavala valjanost diplome vjerske klasične gimnazije. Silić je, nakon što je na Filozofskome fakultetu Sveučilišta u Zagrebu diplomirao jugoslavenske jezike i književnosti, te ruski jezik i književnost, izabran za asistenta na Katedri za suvremeni hrvatski jezik na istome fakultetu. Još kao asistent Josip Silić je 1966. preuzeo kolegij Uvod u lingvistiku i slavistiku koji je od 1963. predavao Stjepan Babić, a prije njega Josip Hamm i Ljudevit Jonke. Magistrirao je i doktorirao na Filozofskome fakultetu (s temama o fonetici i morfofonologiji hrvatskoga jezika), bio izabran za sveučilišnoga profesora, a u dva navrata bijaše i lektorom hrvatskoga (na Sveučilištu u Lilleu i Sveučilištu u Bochumu). Silić je profesor emeritus hrvatskoga jezika na Filozofskome fakultetu Sveučilišta u Zagrebu.
Jedan od najobrazovanijih hrvatskih općih jezikoslovaca i kroatista, Silić je dao izuzetan doprinos skoro svim područjima jezikoslovlja, poglavito u opisu hrvatskoga jezika i uvedbi suvremenih jezikoslovnih disciplina u nastavi. U fonetici i fonologiji je ostavio niz zapaženih djela, među kojima se ističu «Osnove fonetike i fonologije hrvatskoga književnoga jezika», 1974. (zajedno s Dragutinom Rosandićem), moderno zasnovan i izveden udžbenik, oslobođen mladoslovničarskih naplavina i objavljen pod onda ne baš poćudnim hrvatskim imenom, te više srednjoškolskih udžbenika izašlih u samostalnoj Hrvatskoj. Uz više tekstova iz područja morfologije (npr. udžbenika), Silić je i autor, po mnogima, jednoga od prijelomnih djela kroatistike i hrvatske sintakse, «Od rečenice do teksta», 1984., u kojem se daje opis ustroja teksta. Godine 1986. objavljuje, zajedno s Vladimirom Anićem, «Pravopisni priručnik hrvatskoga ili srpskoga jezika», djelo različito ocjenjivano: mnogi mu priznaju sustavni propis i prijeglednost u izlaganju građe, dok se isto tako nemali dio hrvatske lingvističke javnosti ozlojedio s «ili» u naslovu (što su, valja napomenuti, činili i drugi hrvatski jezikoslovci), a najviše prihvaćanjem nekih novosadizama u propisu (potcijeniti, otčepiti,..), kao i bizarnostima u pravopisnome rječniku koji vrvi turcizmima (đezapluk, ćurčibaša, ...). Taj je pravopis, dorađen i ponešto izmijenjen, ponovo izdan 2001. godine kao «Pravopis hrvatskoga jezika». Na pravopisnom je području vrlo utjecajan Silićev «Hrvatski računalni pravopis», 1996., uzorno djelo računalnoga pravopisanja koji je Microsoft otkupio kao primjeran «spelling checker» za slavenske jezike. Pionirskim se može smatrati Silićev rad na hrvatskim funkcionalnim stilovima (tekstovi objavljeni u časopisu Matice hrvatske «Kolo»), uvidi kojih su utkani u moderno koncipiranu «Gramatiku hrvatskoga jezika», 2005., što ju je objavio u suautorstvu s Ivom Pranjkovićem.     
Silićevo djelo karakterizira strogost u izvedbi i sustavnost u izlaganju, razlikovanje jezičnoga sustava i standarda (tu su zanimljive Silićeve opaske o narječjima – po Siliću, čakavsko i kajkavsko nisu narječja hrvatskoga jezika; također, Silić smatra da je pojam dijasistema, što ga je lansirao Dalibor Brozović, protuslovan i nepotreban), te širok spektar interesa, od fonetike i fonologije, preko morfologije i morfofonologije do sintakse i diskursa. Široj je hrvatskoj (i ne samo hrvatskoj) javnosti Silić poznat najviše po sporovima oko pravopisanja, u kojoj su na suparničkoj strani Babić i Brozović. Političko etiketiranje, potencirano senzacionalističkim tekstovima koji bujaju u bulevarskome tisku, a koje je zahvatilo sve sudionike hrvatske pravopisne zavrzlame, daje iskrivljenu sliku o djelu ovoga samozatajnoga i izuzetno utjecajnoga hrvatskoga jezikoslovca.
Dr. Silić je angažiran i na standardiziranju crnogorskoga jezika. Članom je uredničkog odbora crnogorskog časopisa Lingua Montenegrina.
Član je Upravnog vijeća Instituta za hrvatski jezik i jezikoslovlje.

## Vanjske poveznice

### Sestrinski projekti
|  | Wikicitati imaju zbirke citata o temi Josip Silić |

### Mrežna mjesta
- Josip Silić: detalji znanstvenika  Arhivirana inačica izvorne stranice od 18. svibnja 2007. (Wayback Machine)
- Dostojanstveno se odnosimo prema svome jeziku
- Stilistika.org – Josip Užarević: »Jezik, stilovi, funkcije« (o knjizi Funkcionalni stilovi hrvatskoga jezika Josipa Silića)